# Tūr Gīr
Tūr Gīr (persiska: طور گير, قَلعِه تور گير, تور گیر, Ţūr Gīr) är en ort i Iran.   Den ligger i provinsen Markazi, i den nordvästra delen av landet, 260 km sydväst om huvudstaden Teheran. Tūr Gīr ligger 1 793 meter över havet och antalet invånare är 918.
Terrängen runt Tūr Gīr är huvudsakligen kuperad, men norrut är den platt. Runt Tūr Gīr är det ganska tätbefolkat, med 60 invånare per kvadratkilometer. Närmaste större samhälle är Khondāb, 12,0 km norr om Tūr Gīr. Trakten runt Tūr Gīr består i huvudsak av gräsmarker.